# トバイアス・スモレット
トバイアス・スモレット（Tobias Smollett、1721年3月19日 - 1771年9月17日）は、英国の小説家。

## 経歴
英国ダンバートンシャーのダルクハーンに生まれる。グラスゴー大学に入学するが、学資に窮して中退し、1739年悲劇の原稿をもってロンドンに行き上演を希望したが入れられず、1740-41年海軍嘱託軍医としてスペインとの戦争に従軍、その後ジャマイカ島に住み、結婚し、ロンドンに戻って1744年医師を開業、アラン＝ルネ・ルサージュの『ジル・ブラース』にならって1748年『ロデリック・ランダム』を刊行、英国小説史にピカレスク小説を確立した。ついで1751年、写実小説『ペリグリン・ピックルの冒険』を刊行。1753年『ファゾム伯爵ファーディナントの冒険』、1755年『ドン・キホーテ』の翻訳を刊行、また『クリティカル・レビュー』誌の創刊に参加するが筆禍で60年投獄された。1762年創刊された『ブリティッシュ・マガジン』の主筆となる。その後大陸へ渡り、イタリアのリヴォルノで『ハンフリー・クリンカーの遠征』を完成、1771年刊行するが、その成功を知らず客死した。のちのディケンズなどに影響したとされ後世再評価された。

## 著書
- 『アトムの冒険』[1]（The History and Adventures of an Atom） - 1769年に匿名で出版

### 邦訳
- 『老婆毒計緑林の豪客 不破曽武伯の冒険』河島基 (山北野史) 訳 大林堂 1891
- 『ハンフリー・クリンカー』長谷安生訳 私家版 1972-1973
- 『ロデリック・ランダムの冒険』伊藤弘之,竹下裕俊,堀正広,村田倫子,加茂淳一, 田畑智司, 村田和穂訳 荒竹出版 1999

## 日本での研究書
- 村上至孝『笑いの文学 スターンとスモレット』研究社出版 1955
- 宮崎孝一『スモレットを読む愉しみ』鳳書房 2001
- 服部典之『詐術としてのフィクション デフォーとスモレット』英宝社 2008